# Anoba intorta
Anoba intorta är en fjärilsart som beskrevs av Swinhoe 1891. Anoba intorta ingår i släktet Anoba och familjen nattflyn. Inga underarter finns listade i Catalogue of Life.